# Abel Rodríguez
Abel Rodríguez (Rosario, 1893 - Buenos Aires, 6 de juny de 1961) va ser un escriptor, poeta i periodista argentí, integrant del Grup Boedo ―que va estar conformat per artistes d'avantguarda de l'Argentina durant els anys vint―.
En els anys cinquanta va ser cap de redacció del diari La Capital (de Rosario) i va publicar diversos llibres.

## Biografia
Va néixer a la ciutat de Rosario (província de Santa Fe). Va viure a Buenos Aires i Montevideo, on es va fer amic del pintor santafesí Gustavo Cochet (1894-1979).
A Buenos Aires va treballar com a paleta. Va ser amic de l'escriptor i editor Elías Castelnuovo (1893-1982), qui ho va introduir en el grup d'escriptors de Boedo.
En 1918 va tornar a Rosario, on va editar la revista literària La Pluma.
Al llarg de 1921, el seu amic, l'escultor Erminio Blotta (1892-1976), li va demanar que fos el model per realitzar el bust de Dante Alighieri. L'11 de novembre de 1921 es va instal·lar oficialment al Rosedal del Parque Independencia; i des de maig de 1965, en el picapedrer central del bulevard Oroño enfront de l'escola homònima, al 1160.
També va dirigir el periòdic Tribuna Obrera. la direcció del qual va compartir amb Domingo Fontanarrosa, i on també col·laborava Antonio Robertaccio, després director de La Tribuna.
L'editor Elías Castelnuovo (1893-1982) els va sol·licitar a dos amics ―l'escultor Erminio Blotta (1892-1976) i l'escriptor Abel Rodríguez― que verifiquessin el domicili i l'existència de la invisible poetessa Clara Beter, que havia escrit el llibre de poemes Versos de una… des d'una «pensió» al barri Pichincha (de la ciutat de Rosario). En realitat la poetessa prostituta no existia: era una creació del poeta César Tiempo. Al domicili rosarí els van informar que allí no s'allotjava cap tal. En les seves caminades per la zona de prostíbuls van sorprendre una «pupil·la» (eufemisme per prostituta) francesa escrivint un epitafi rimat per un fill que acabava de perdre.
En 1930, l'editorial Claridad va publicar el seu primer llibre de relats, Los bestias.
El 1944, el Círculo de Prensa de Rosario va publicar la seva antologia de contes La barranca y el río, que seria premiada per la Municipalitat de Buenos Aires.
Amb Camalotes en el río va obtenir el premi municipal de narrativa Manuel Musto.
Va ser col·laborador de la revista Bohemia.
Més tard Rodríguez va ser redactor cultural del diari La Capital (de Rosario), on va assolir el càrrec de subsecretari de redacció.
Va morir a Buenos Aires el 6 de juny de 1961, a los 67 o 68 años.